# Bohusläns landskapsvapen
Bohusläns landskapsvapen är:  I fält av silver en krenelerad röd fästning, försedd med ett krenelerat rött torn och två portar av guld med svarta gångjärn och lås samt åtföljd till  höger av ett blått svärd och till vänster av ett mot fästningen upprest blått lejon med tunga, tänder och klor av guld. Vapnet kröns i likhet med alla landskapsvapen av en hertiglig krona.
Bohuslän var från början norskt, och övergick till Sverige vid freden i Roskilde 1658. Vapnet skapades i samband med Karl X Gustavs begravning 1660 och bygger på Kungälvs vapen. Borgen symboliserar Bohus fästning, vilken har gett landskapet dess namn. Vapnet bildar tillsammans med Göteborgs stadsvapen och vapnen för Dalsland och Västergötland det nya vapnet för Västra Götalands län. Tidigare ingick vapnet tillsammans med Göteborgs stadsvapen i det äldre vapnet för Göteborgs och Bohus län.

## Bildgalleri

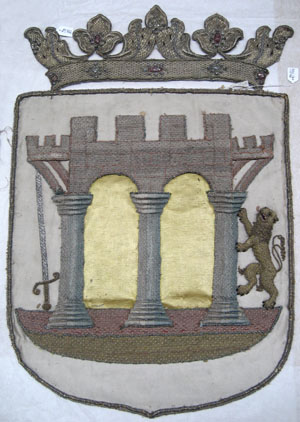
Bohusläns landskapsvapen. Provinsvapen från Karl X Gustavs begravning 1660. Finns på Livrustkammaren.